# 99 nombres de Dios

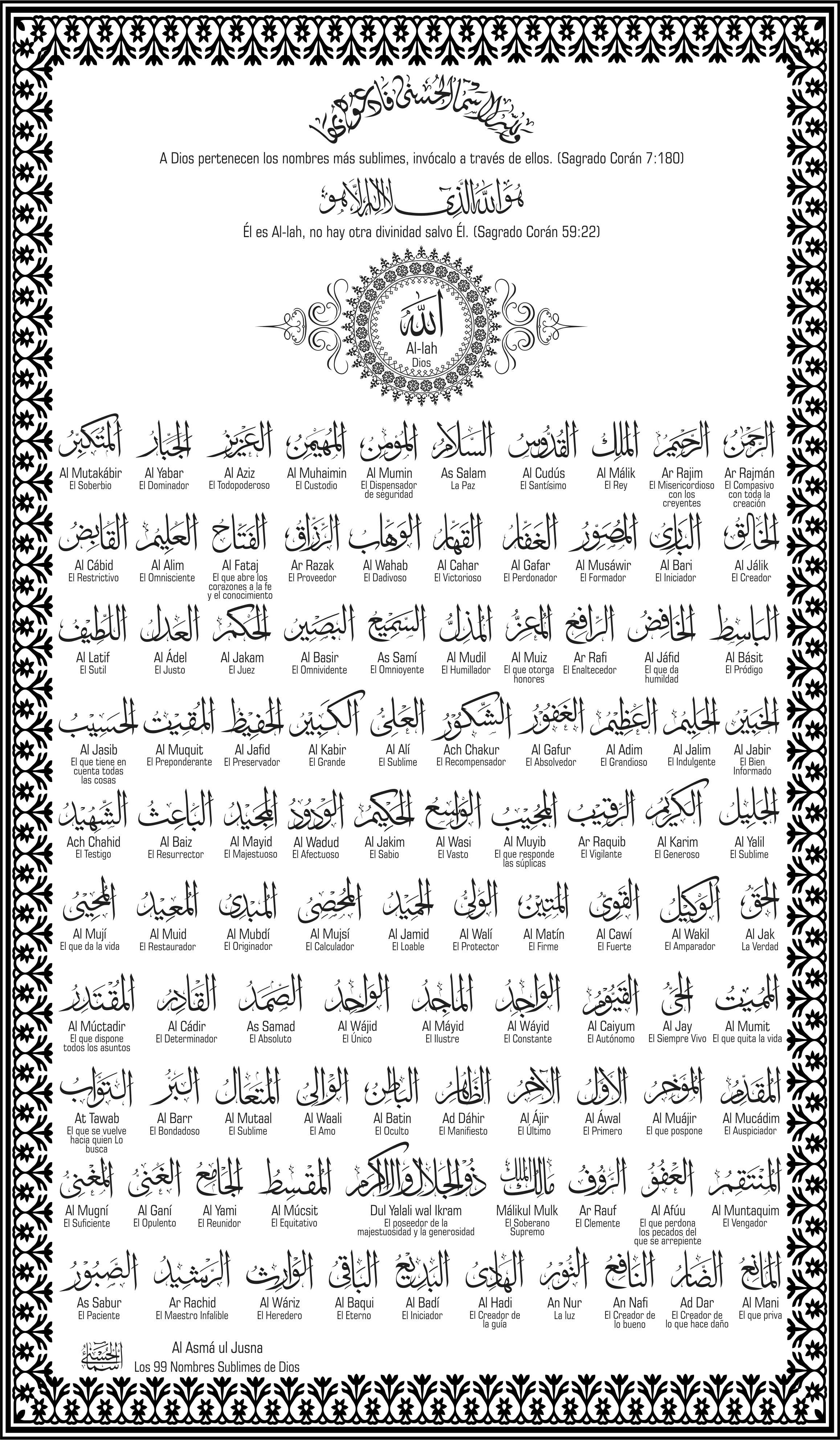
Póster con los Nombres Sublimes de Allah en caligrafía árabe con su transcripción y traducción al español.

Al-Asmā' al-Husnà (الأسماء الحسنى), en árabe, "los nombres más hermosos", transcrito Al asmá ul jusna, también llamados los noventa y nueve nombres de Dios o Asmá ul-lahil jusna (أسماء الله الحسنى), los nombres sublimes de Allah; son las formas de referirse a Allah en el Islam.
En su mayor parte son epítetos que hacen referencia a atributos divinos. La existencia de los 99 nombres se debe a un hadiz (dicho atribuido al profeta Mahoma): "Allah tiene noventa y nueve nombres, cien menos uno. Quien los cuente entrará en el Paraíso. Él es el singular, y le gusta el non (número impar)" (hadiz de Abu Hurairah).
Aunque existe otro hadiz atribuido al Profeta en el que se detallan cuáles son los 99 nombres de Allah, los eruditos musulmanes afirman que la lista no es obra de Mahoma sino de los transmisores del hadiz. Los nombres han sido extraídos del Corán y de la Sunna.

## Los Nombres sublimes
| N.º | Transcripción        | Árabe              | Español                                             | Transliteración          |
| --- | -------------------- | ------------------ | --------------------------------------------------- | ------------------------ |
| 0   | Al-lah               | الله               | Dios                                                |                          |
| 1   | Ar Rahman            | الرحمن             | El Compasivo con toda la creación                   | Ar-Raḥmān                |
| 2   | Ar Rahim             | الرحيم             | El Gran Misericordioso con los creyentes            | Ar-Raḥīm                 |
| 3   | Al Máliku            | الملك              | El Rey                                              | Al-Malik                 |
| 4   | Al Qudúsu            | القدوس             | El Santísimo                                        | Al-Quddūs                |
| 5   | As Salamu            | السلام             | La Paz                                              | As-Salām                 |
| 6   | Al Muminu            | المؤمن             | El Dispensador de seguridad                         | Al-Muʾmin                |
| 7   | Al Muhaiminu         | المهيمن            | El Custodio                                         | Al-Muhaymin              |
| 8   | Al Azizu             | العزيز             | El Todopoderoso                                     | Al-ʿAzīz                 |
| 9   | Al Jabbaru           | الجبار             | El Dominador                                        | Al-Jabbār                |
| 10  | Al Mutakábiru        | المتكبر            | El Supremo                                          | Al-Mutakabbir            |
| 11  | Al Jáliqu            | الخالق             | El Creador                                          | Al-Khāliq                |
| 12  | Al Bariu             | البارئ             | El Iniciador                                        | Al-Bāriʾ                 |
| 13  | Al Musáwiru          | المصور             | El Formador                                         | Al-Muṣawwir              |
| 14  | Al Ghafaru           | الغفار             | El que perdona                                      | Al-Ghaffār               |
| 15  | Al Qaharu            | القهار             | El Victorioso                                       | Al-Qahhār                |
| 16  | Al Wahabu            | الوهاب             | El Dadivoso                                         | Al-Wahhāb                |
| 17  | Ar Razaqu            | الرزاق             | El Proveedor                                        | Ar-Razzāq                |
| 18  | Al Fatahu            | الفتاح             | El que abre los corazones a la fe y el conocimiento | Al-Fattāḥ                |
| 19  | Al Alimu             | العليم             | El Omnisciente                                      | Al-ʿAlīm                 |
| 20  | Al Qábidu            | القابض             | El Restrictivo                                      | Al-Qābiḍ                 |
| 21  | Al Básitu            | الباسط             | El Pródigo                                          | Al-Bāsiṭ                 |
| 22  | Al Jáfidu            | الخافض             | El que da humildad                                  | Al-Khāfiḍ                |
| 23  | Ar Rafi              | الرافع             | El Enaltecedor                                      | Ar-Rāfiʿ                 |
| 24  | Al Muiz              | المعز              | El que otorga honores                               | Al-Muʿizz                |
| 25  | Al Mudil             | المذل              | El Humillador                                       | Al-Muzill                |
| 26  | As Samí              | السميع             | El Omnioyente                                       | As-Samīʿ                 |
| 27  | Al Basir             | البصير             | El Omnividente                                      | Al-Baṣīr                 |
| 28  | Al Jakam             | الحكم              | El juez                                             | Al-Ḥakam                 |
| 29  | Al Ádel              | العدل              | El Justo                                            | Al-ʿAdl                  |
| 30  | Al Latif             | اللطيف             | El Sutil                                            | Al-Laṭīf                 |
| 31  | Al Jabir             | الخبير             | El Bien Informado                                   | Al-Khabīr                |
| 32  | Al Jalim             | الحليم             | El Indulgente                                       | Al-Ḥalīm                 |
| 33  | Al Adim              | العظيم             | El Grandioso                                        | Al-ʿAẓīm                 |
| 34  | Al Gafur             | الغفور             | El Absolvedor                                       | Al-Ghafūr                |
| 35  | Ach Chakur           | الشكور             | El Recompensador                                    | Ash-Shakūr               |
| 36  | Al Alíi              | العلى              | El Sublime                                          | Al-ʿAlī                  |
| 37  | Al Kabir             | الكبير             | El Grande                                           | Al-Kabīr                 |
| 38  | Al Jafid             | الحفيظ             | El Preservador                                      | Al-Ḥafīẓ                 |
| 39  | Al Muquit            | المقيت             | El Preponderante                                    | Al-Muqīt                 |
| 40  | Al Jasib             | الحسيب             | El que tiene en cuenta todas las cosas              | Al-Ḥasīb                 |
| 41  | Al Yalil             | الجليل             | El Sublime                                          | Al-Jalīl                 |
| 42  | Al Karim             | الكريم             | El Generoso                                         | Al-Karīm                 |
| 43  | Ar Raquib            | الرقيب             | El Vigilante                                        | Ar-Raqīb                 |
| 44  | Al Muyib             | المجيب             | El que responde las súplicas                        | Al-Mujīb                 |
| 45  | Al Wasi              | الواسع             | El Vasto                                            | Al-Wāsiʿ                 |
| 46  | Al Jakim             | الحكيم             | El Sabio                                            | Al-Ḥakīm                 |
| 47  | Al Wadud             | الودود             | El Afectuoso                                        | Al-Wadūd                 |
| 48  | Al Mayid             | المجيد             | El Majestuoso                                       | Al-Majīd                 |
| 49  | Al Baiz              | الباعث             | El Resurrector                                      | Al-Bāʿith                |
| 50  | Ach Chahid           | الشهيد             | El Testigo                                          | Ash-Shahīd               |
| 51  | Al Jak               | الحق               | La Verdad                                           | Al-Ḥaqq                  |
| 52  | Al Wakil             | الوكيل             | El Amparador                                        | Al-Wakīl                 |
| 53  | Al Cawí              | القوى              | El Fuerte                                           | Al-Qawiy                 |
| 54  | Al Matín             | المتين             | El Firme                                            | Al-Matīn                 |
| 55  | Al Walí              | الولى              | El Protector                                        | Al-Walī                  |
| 56  | Al Jamid             | الحميد             | El Loable                                           | Al-Ḥamīd                 |
| 57  | Al Mujsí             | المحصى             | El Calculador                                       | Al-Muḥṣī                 |
| 58  | Al Mubdí             | المبدئ             | El Originador                                       | Al-Mubdiʾ                |
| 59  | Al Muid              | المعيد             | El Restaurador                                      | Al-Muʿīd                 |
| 60  | Al Mují              | المحيى             | El que da la vida                                   | Al-Muḥyī                 |
| 61  | Al Mumit             | المميت             | El que quita la vida                                | Al-Mumīt                 |
| 62  | Al Jay               | الحي               | El Siempre Vivo                                     | Al-Ḥayy                  |
| 63  | Al Caiyum            | القيوم             | El Autónomo                                         | Al-Qayyūm                |
| 64  | Al Wáyid             | الواجد             | El Constante                                        | Al-Wājid                 |
| 65  | Al Máyid             | الماجد             | El Ilustre                                          | Al-Mājid                 |
| 66  | Al Wájid             | الواحد             | El Único                                            | Al-Wāḥid                 |
| 67  | Al Ajad              | الاحد              | La Unicidad                                         | Al-Ahad                  |
| 68  | As Samad             | الصمد              | El Absoluto                                         | Aṣ-Ṣamad                 |
| 69  | Al Cádir             | القادر             | El Determinador                                     | Al-Qādir                 |
| 70  | Al Múctadir          | المقتدر            | El que dispone todos los asuntos                    | Al-Muqtadir              |
| 71  | Al Mucádim           | المقدم             | El Auspiciador                                      | Al-Muqaddim              |
| 72  | Al Muájir            | المؤخر             | El que pospone                                      | Al-Muʾakhkhir            |
| 73  | Al Áwal              | الأول              | El Primero                                          | Al-ʾAwwal                |
| 74  | Al Ájir              | الأخر              | El Último                                           | Al-ʾAkhir                |
| 75  | Ad Dáhir             | الظاهر             | El Manifiesto                                       | Aẓ-Ẓāhir                 |
| 76  | Al Batin             | الباطن             | El Oculto                                           | Al-Bāṭin                 |
| 77  | Al Waali             | الوالي             | El Amo                                              | Al-Wālī                  |
| 78  | Al Mutaal            | المتعال            | El Sublime                                          | Al-Mutaʿāl               |
| 79  | Al Barr              | البر               | El Bondadoso                                        | Al-Barr                  |
| 80  | At Tawab             | التواب             | El que se vuelve hacia quien lo busca               | At-Tawwāb                |
| 81  | Al Muntaquim         | المنتقم            | El Vengador                                         | Al-Muntaqim              |
| 82  | Al Afúu              | العفو              | El que perdona los pecados del que se arrepiente    | Al-ʿAfū                  |
| 83  | Ar Rauf              | الرؤوف             | El Clemente                                         | Ar-Raʾūf                 |
| 84  | Málikul Mulk         | مالك الملك         | El Soberano Supremo                                 | Mālik-ul-Mulk            |
| 85  | Dul Yalali wal Ikram | ذو الجلال والإكرام | El poseedor de la majestuosidad y la generosidad    | Dhū-l-Jalāli wa-l-ʾikrām |
| 86  | Al Múcsit            | المقسط             | El Equitativo                                       | Al-Muqsiṭ                |
| 87  | Al Yami              | الجامع             | El Reunidor                                         | Al-Jāmiʿ                 |
| 88  | Al Ganí              | الغنى              | El Opulento                                         | Al-Ghanī                 |
| 89  | Al Mugní             | المغنى             | El Suficiente                                       | Al-Mughnī                |
| 90  | Al Mani              | المانع             | El que priva                                        | Al-Māniʿ                 |
| 91  | Ad Dar               | الضار              | El Creador de lo que hace daño                      | Aḍ-Ḍārr                  |
| 92  | An Nafi              | النافع             | El Creador de lo bueno                              | An-Nāfiʿ                 |
| 93  | An Nur               | النور              | La Luz                                              | An-Nūr                   |
| 94  | Al Hadi              | الهادئ             | El Creador de la guía                               | Al-Hādī                  |
| 95  | Al Badí              | البديع             | El Iniciador                                        | Al-Badīʿ                 |
| 96  | Al Baqui             | الباقي             | El Eterno                                           | Al-Bāqī                  |
| 97  | Al Wáriz             | الوارث             | El Heredero                                         | Al-Wārith                |
| 98  | Ar Rachid            | الرشيد             | El Maestro Infalible                                | Ar-Rashīd                |
| 99  | As Sabur             | اَلصَّبُورُ             | El Paciente                                         | As-Sabr                  |

## Otros Nombres de Dios
Allah es nombrado también de otras maneras. La más importante es Al-lah. La palabra Al-lah aparece en las versiones en árabe de la Biblia y del Corán para nombrar al Creador del universo y Único Dios de las religiones abrahámicas. Algunos eruditos plantean que es el nombre propio de Dios, sin derivación alguna, puesto que Él mismo se ha nombrado así en el Corán, no se puede nombrar con este nombre sino únicamente a Dios mismo, esta es la opinión de uno de los más sabios gramáticos de la lengua árabe como Sibuyé, también es la opinión de al-Shafi'i, Al-Ghazali, al-Jatâbi e Ibn Kazir.[11]
Una muy habitual considera que Al-lāh procede de ʾilāh, palabra que designa a cualquier divinidad, precedida del artículo determinado al-. Sería por tanto una contracción por el uso de al-ʾilāh, es, "El Dios", "El Adorado" y ésta es la opinión de Ibn Qaim.[12]
Algunos lingüistas, sin embargo, consideran que no es verosímil la pérdida de la hamza inicial de ʾilāh (consonante árabe aquí representada con un apóstrofo), ya que es la primera letra del nombre original de Dios y los términos sagrados, por tabú, tienden a mantenerse poco o nada alterados en su pronunciación. En otras palabras, no creen que una persona religiosa pueda apocopar el nombre de Dios. Estos lingüistas piensan que Al-lāh procede directamente de la raíz semítica ʾel que designa a la divinidad. Esta raíz, en arameo, dio lugar al término ʾāllāhā, que habría podido pasar al árabe con desaparición de la ā final (en arameo es una vocal desinencial, y éstas tienden a desaparecer en árabe) y acortamiento de la ā inicial por confusión con el artículo al-.
Según algunos eruditos islámicos y estudiosos del árabe, Al-lah deriva de la palabra Ilah, que significa Dios, por lo que Al-lah sería, literalmente, "El Dios". Sin embargo, otros eruditos han estudiado la semejanza en la pronunciación del nombre de Dios en arameo, hebreo antiguo, árabe clásico y otras lenguas, y han concluido que Al-lah es el nombre único de Dios en todas las lenguas antiguas, que luego se ha visto alterado, por ello no tiene derivados ni deriva de ninguna otra palabra.
En principio, la palabra Al-lah es traducida como Dios, pero algunos musulmanes de lengua no árabe prefieren utilizar el término árabe sin traducir, debido a que es la palabra utilizada en el Corán para referirse a Dios de forma directa o en primera persona. Además, porque la palabra Al-lah en árabe es única, no admite derivaciones ni cambio de género ni de número, de modo que representa en sí misma el concepto de Unidad y Unicidad de Dios, que es un pilar fundamental de la fe islámica.
Se le suele llamar también Rabb (رب), que traduce «Señor», y se refiere a que Dios es el Amo, Dueño, Soberano y Sustentador de todo cuanto existe.

## Los Nombres de Dios y la onomástica
Existe en árabe (y por extensión en todo el mundo islámico) una categoría de nombres propios de varón formados a partir de la palabra abd (عبد, «siervo») seguida de uno de los nombres divinos. Todos estos nombres vienen a significar lo mismo, esto es, «siervo de Dios», siendo Abd Allah (o Abdulá, عبد الله) quizás el más extendido y el que significa exactamente eso. Otros utilizan el epíteto correspondiente para referirse a Dios, y así tenemos, por ejemplo Abd al-Qadir, «siervo del poderoso»; Abd ar-Rahman, «siervo del clemente»; Abd as-Salam, «siervo del pacífico», etcétera. Existe también el nombre Abduh (عبده), que significa «siervo Suyo».
Los nombres de este tipo no son exclusivos, sin embargo, del Islam. En la Arabia preislámica ya existían nombres que significaban «siervo de» diferentes divinidades, como Abd Shams («siervo del sol»; así se llamaba un ancestro de los omeyas), Abd al-`Uzza («siervo de Uzza», una diosa árabe) o incluso Abd Allah, donde Allah ya se utilizaba para designar a la divinidad suprema (así se llamaba, por ejemplo, el padre de Mahoma). Estos nombres en ocasiones podían hacer referencia no a divinidades sino a personas, como en el caso de Abd al-Muttalib (abuelo de Mahoma), llamado así por su dependencia de su tío Muttalib.
Entre los cristianos árabes existen también nombres de esta clase, como Abd al-Masih («siervo del Mesías»).
La diferencia entre las formas tipo Abd Allah (Abd ar-Rahman, Abd al-Latif, etc) y las tipo Abdullah (Abdurrahman, Abdullatif...) es que estas últimas añaden a la palabra abd la terminación de nominativo (-u) del árabe clásico. En árabe unas y otras se escriben igual, y aunque pueden leerse de las dos maneras, en la lengua oral suele utilizarse la forma menos clásica. Las formas clásicas, sin embargo, se utilizan preferentemente en sociedades musulmanas no árabes. En algunos casos estos nombres han sufrido transformaciones al pasar por lenguas distintas del árabe. Así, Abdullah da Abdoulaye en wolof; Abdulhamid pasa a ser Abdülhamit en turco, etc.

## El Centésimo Nombre de Dios
Según la teología musulmana, los nombres de Dios son 4 mil. Mil son conocidos solo por Dios. Otros mil, por Dios y por los ángeles. Otros mil, por Dios, los ángeles y los profetas. Y los mil restantes, por Dios, los ángeles, los profetas y los fieles. De los mil últimos nombres, 300 son citados en la Torá, otros 300 en los Salmos, otros 300 en los Evangelios, y 100 en el Corán. De estos últimos, 99 son conocidos por los fieles comunes, y uno está escondido, secreto y es accesible solo a los místicos más iluminados.
Según las enseñanzas del profeta Mahoma, “existen 99 nombres que pertenecen sólo a Dios, y aquel que los aprende, los comprende y los enumera, entra en el paraíso y alcanza la salvación eterna”. De hecho, entender “la esencia” de esos atributos es el primer paso para enriquecerse espiritualmente. He ahí por qué, en el plano estrictamente práctico, es costumbre musulmana recogerse en oración y hacer pasar entre los dedos las 99 cuentas de su rosario. De todas formas, los nombres de Dios no son Dios, sino un simple símbolo de la realidad divina, adaptada a los límites de la razón humana.